# Princesse Wencheng
Pour les articles homonymes, voir Wencheng.

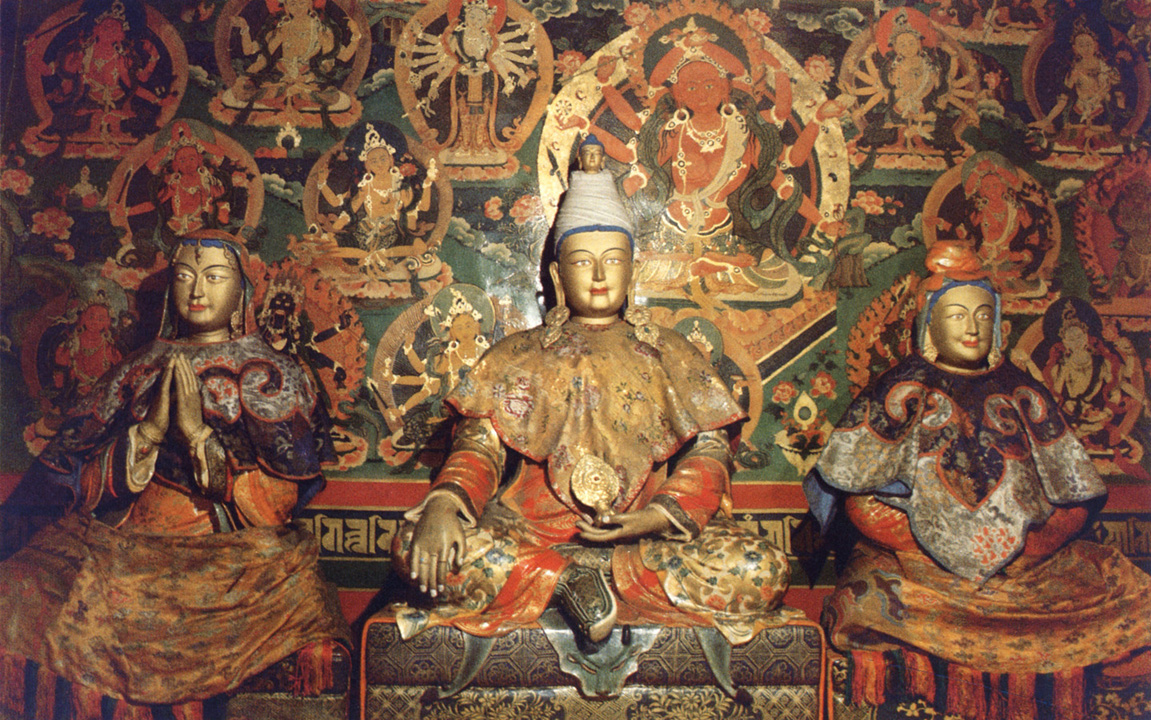
De gauche à droite : Bhrikuti, Songsten Gampo et Wencheng

La princesse Wencheng (chinois : 文成公主 ; pinyin : wénchéng gōngzhǔ ; tibétain : འུན་ཤིང་ཀོང་ཇོ།, Wylie : un shing kong jo/, pinyin tibétain : Mung-chang Kong-jo, THL : ün shing kongjo) parfois réduit à son nom, Wencheng (文成, wénchéng) (vers 623 – 680), parente de l'empereur chinois Tang Taizong (r. 626-649) de la dynastie Tang, fut avec la mythique princesse népalaise Bhrikuti l’une des deux épouses les plus connues du roi et empereur tibétain Songtsen Gampo. La tradition tibétaine attribue l’introduction du bouddhisme et la fondation du temple de Jokhang à ces deux reines, considérées comme deux incarnations du bodhisattva Tara. Elle est aussi appelée en tibétain Gyasa (rgya-bzav) « Reine chinoise », de gya/rgya, "Han", et sa/bzav, « Épouse impériale ».

## Alliance sino-tibétaine
Les chroniques chinoises mentionnent une première ambassade envoyée à la cour en 634 par Songtsen Gampo, à l’occasion de laquelle il sollicite une alliance matrimoniale, qui lui est refusée. Continuant ses attaques victorieuses contre des peuples vivant aux confins ouest de la Chine, il bat les Chinois eux-mêmes en 635 – 636 à Songzhou (松州), actuel Xian de Songpan dans la province du Sichuan. Une nouvelle demande est alors présentée en 640 par Mgar stong-btsan yul-srung (son nom chinois est Lu Dongzan, 祿東贊), premier ministre et ambassadeur extraordinaire. Elle est assortie de cadeaux et de cinq mille taels d’or. L’empereur Taizong accepte l’alliance avec une princesse titrée pour l’occasion, probablement une nièce dont l’identité exacte est inconnue. Songsten Gampo se voit reconnu « Gendre impérial allié de l’empire » (駙馬都尉) et titré prince de Xihai (西海郡王). La tradition tibétaine crédite de cette réussite l’habileté de l’ambassadeur ; il semble effectivement apprécié de Taizong qui le nomme général (右衛大將軍) et tente de le retenir à son service par une alliance qu’il décline. Le récit de son long voyage vers la Chine et les épreuves dont il triomphe pour persuader l’empereur de la valeur de l’alliance tibétaine sont entrés dans le folklore. La rencontre de Mgar stongb-tsan yul-srung et de Tang Taizong est le thème d’une peinture de Yan Liben (閻立本) (601 – 671) de la dynastie Tang, La chaise à porteurs (Buniantu 步輦圖), conservée au Musée du palais de Pékin.
En 641, la princesse se met en route avec une escorte menée par le ministre Li Daozong (李道宗), prince de Jiangxia (江夏). Dans sa dot se seraient trouvés de nombreux textes (350 fascicules) dont des sutras et, détail invérifiable, la statue dite Jowo de Shakyamuni enfant pour laquelle fut construit le temple de Ramoché et qui se trouve actuellement au Jokhang. Il existe une autre statue Jowo que l'on considère généralement apportée par la reine népalaise, mais les Chinois prétendent parfois que les deux statues faisaient partie de la dot de Wencheng. Le roi vient à sa rencontre dans l’actuel Qinghai aux environs des lacs Elinghu (鄂陵湖) et Zhalinghu (札陵湖), comté de Madoi. 
Faute de sources historiques fiables, on ignore en fait ce que fut sa vie au Pays des Neiges, où elle meurt à Lhassa en 680. Selon une source, la cause en est une maladie infectieuse indéterminée appelée "boutons noirs", caractérisée par la formation d’abcès et une évolution fatale.

## Légende
La légende, aussi bien tibétaine que népalaise ou chinoise, s’est employée à combler le vide laissé par la rareté des informations historiques[réf. nécessaire] sur les deux femmes étrangères de Songsten Gampo. Comme sa coépouse Bhrikuti, Wencheng a laissé au Tibet le souvenir d’une active fondatrice de temples bouddhistes, bien qu’on ignore sa pratique religieuse réelle. Le taoïsme était en effet la religion officielle (quoique non exclusive) de la famille impériale Tang, mais c'est également sous cette dynastie que le bouddhisme voit son apogée en Chine[réf. nécessaire].
Le bouddhisme chan (à l'origine du son en Corée, et du zen au Japon), introduit en Chine par Bodhidharma au VIe siècle, s'y généralise aux VIIe siècle et VIIIe siècles et tente à cette époque de s'implanter au Tibet. Le gouvernement de la dynastie Yuan développera le bouddhisme tibétain de l'sakyapa sur l'ensemble de la Chine au XIIIe siècle, avec Phagspa, précepteur impérial à Khanbalik (Pékin) et la dynastie Qing, de l'école gelug, à partir du XVIIIe siècle, en soutenant les Qoshots, fervents du dakaï-lala, puis, en plaçant le 7e dalaï-lama sur le trône du palais du Potala le 16 octobre 1720,.
La légende chinoise relate comment elle contribua à « civiliser » le Tibet, commençant par solliciter de son mari l'interdiction de la pratique de s’enduire le visage de pigment rouge, qui l'avait choquée. Elle prétend également que le premier bâtiment construit à l'emplacement du Potala était un palais destiné à l’accueillir, alors que la version népalaise fait de Bhrikuti la destinataire de l'édifice. En effet, une certaine rivalité ethnique transparaît dans la façon dont la légende des deux reines est rapportée. En ce qui concerne le temple de Jokhang, la version retenue le plus souvent est celle d'une collaboration, Wencheng choisissant l’emplacement grâce à sa connaissance du fengshui et Bhrikuti fournissant les fonds.
Wencheng prend place parmi les autres épouses diplomatiques chinoises parties sans retour, héroïnes d’anecdotes émouvantes. Ainsi, on prétend que le nom du mont Riyue (日月山) « du Soleil et de la Lune », situé sur le Xiang tibétain Riyue (日月藏族乡), dans le xian de Huangyuan au Qinghai, vient du nom d’un miroir magique éponyme offert par Tang Taizong, dans lequel elle pouvait continuer de voir Chang'an (actuel Xi'an). Réalisant à ce stade de son voyage qu’il avait perdu son pouvoir, elle le jeta de dépit. La rivière Daotang qui coule à proximité serait faite de ses larmes. Afin d’exploiter pleinement le potentiel touristique de la princesse, une stèle du "Regard en arrière" (回望石) a été érigée à l’emplacement où l’imagination populaire situe l’événement et deux pavillons du Soleil et de la Lune ont été bâtis dans un des cols. 
Son histoire est devenue dans la Chine populaire des années 60 une œuvre théâtrale de propagande sur les thèmes de la lutte des classes et de la dénonciation du nationalisme tibétain (voir Princesse Wencheng). En 2005 a été présenté un opéra sino-tibétain du même nom, qui développe un extrait de sa légende traditionnelle sans aborder la politique contemporaine.